# Левшин, Серафим Александрович
Серафим Александрович Левшин — советский хозяйственный, государственный и политический деятель, Герой Социалистического Труда.

## Биография
Родился в 1903 году в городе Киржаче.
После окончания средней школы (1920) поступил на инженерно-строительный факультет Петроградского политехнического института, который окончил в 1929 году. В последующем — ассистент по курсу плотин на факультете водного хозяйства ЛПИ, в управлении Свирьстроя и на строительстве Нижне-Свирской ГЭС, с 1942 начальник участка спецконторы № 2 треста «Гидромонтаж», главный инженер треста «Свирьстрой» по восстановлению Волховской ГЭС, с 1944 начальник треста «Свирьстрой» по восстановлению Нижне-Свирской ГЭС. С 1949 главный инженер управления строительства Нарвской ГЭС (город Ивангород). с 1955 главный инженер управления строительства Каунасской ГЭС, с 1961 главный инженер управления строительства Плявиньской ГЭС.
Указом Президиума Верховного Совета СССР от 4 октября 1966 года присвоено звание Героя Социалистического Труда с вручением ордена Ленина и золотой медали «Серп и Молот».
В последующем работал в Министерстве энергетики СССР. Избирался депутатом Верховного Совета Латвийской ССР.
Лауреат премии Совета Министров СССР (1972).
С 1978 года на пенсии.
Умер в Москве в 1995 году.
Похоронен на Богословском кладбище Санкт-Петербурга.